# Cine São Luiz (Rio de Janeiro)

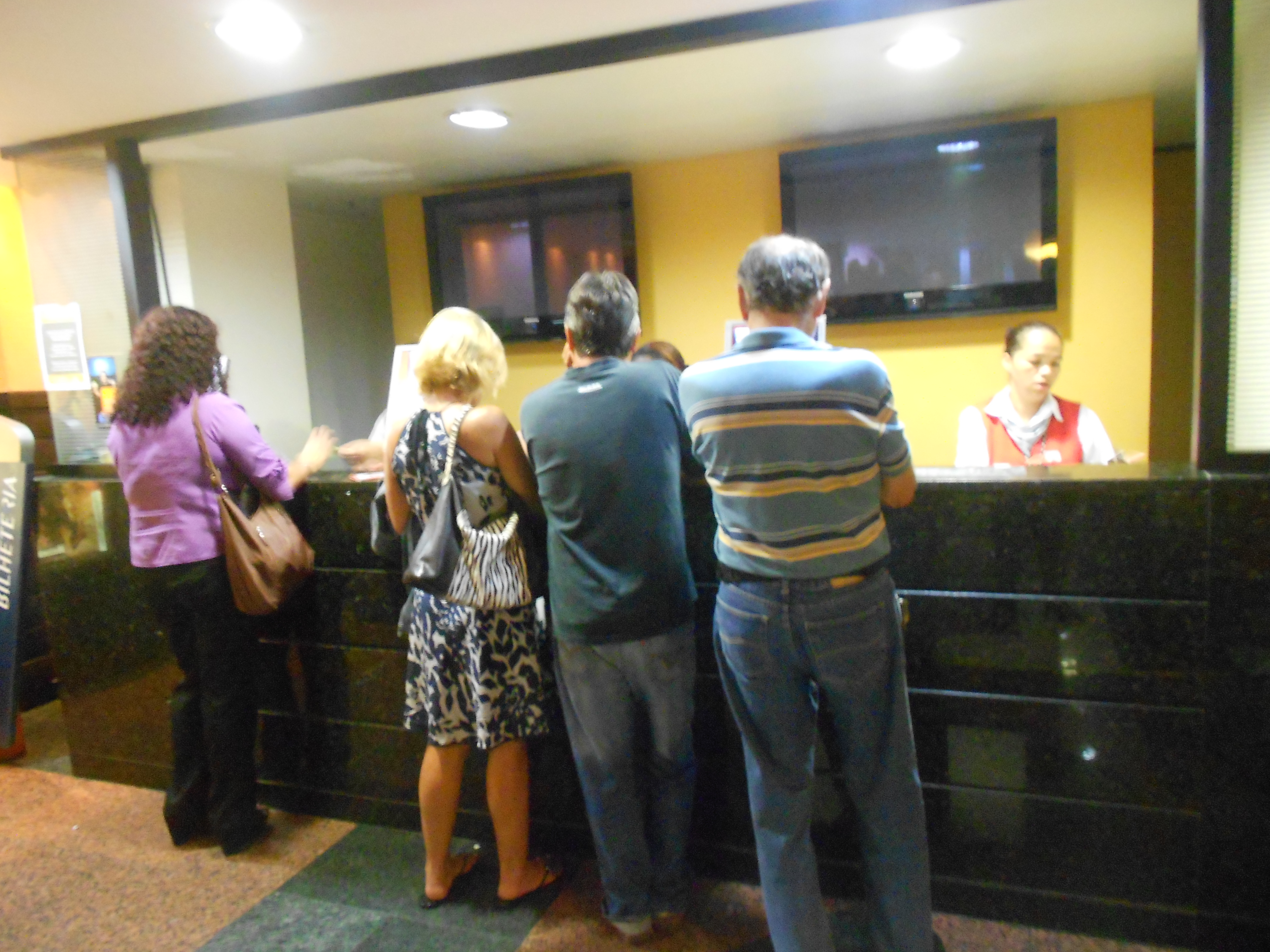
Bilheteria do Cine São Luiz

O Cine São Luiz é um conjunto de salas de cinema localizado na loja 204 do número 311 da Rua do Catete, no bairro do Catete, na cidade do Rio de Janeiro, no Brasil. Pertence ao grupo Severiano Ribeiro. Conta com 4 salas, sendo uma com capacidade de 3D.
O local, originalmente inaugurado nos anos 20, é um dos mais antigos cinemas ainda em funcionamento no país. 